# Afeganistão nos Jogos Olímpicos de Verão de 2012

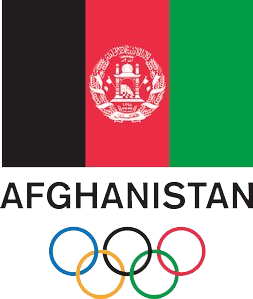
Afeganistão nos Jogos Olímpicos de Verão de 2012

O Afeganistão competiu nos Jogos Olímpicos de Verão de 2012 em Londres, Reino Unido. O país foi representado por 6 medalhistas que disputaram 4 modalidades esportivas.

## Desempenho

### Atletismo
2 competidores representaram o país neste esporte.
Masculino
| Atleta       | Evento | Preliminar | Preliminar | Quartos-de-final | Quartos-de-final | Meias-finais | Meias-finais | Final       | Final       |
| Atleta       | Evento | Marca      | Posição    | Marca            | Posição          | Marca        | Posição      | Marca       | Posição     |
| ------------ | ------ | ---------- | ---------- | ---------------- | ---------------- | ------------ | ------------ | ----------- | ----------- |
| Masoud Azizi | 100 m  | 11s19      | 6º/bat. 4  | Não avançou      | Não avançou      | Não avançou  | Não avançou  | Não avançou | Não avançou |

Feminino
| Atleta            | Evento | Largada   | Largada | Quartos-de-final | Quartos-de-final | Semifinal | Semifinal | Final     | Final |
| Atleta            | Evento | Resultado | Pos.    | Resultado        | Pos.             | Resultado | Pos.      | Resultado | Pos.  |
| ----------------- | ------ | --------- | ------- | ---------------- | ---------------- | --------- | --------- | --------- | ----- |
| Tahmina Kohistani | 100 m  |           |         |                  |                  |           |           |           |       |

### Boxe
Masculino
| Atleta       | Evento    | Etapa de 32         | Etapa de 16         | Quartos-de-final    | Semifinais          | Final               | Final       |
| Atleta       | Evento    | Opposição Resultado | Opposição Resultado | Opposição Resultado | Opposição Resultado | Opposição Resultado | Pos.        |
| ------------ | --------- | ------------------- | ------------------- | ------------------- | ------------------- | ------------------- | ----------- |
| Ajmal Faisal | Peso leve | FRA Oubaali L 22-9  | Não Avançou         | Não Avançou         | Não Avançou         | Não Avançou         | Não Avançou |

### Judô
Afeganistão teve 1 judoca convidado para os eventos de Judô
| Atleta         | Evento           | Etapa de 64             | Etapa de 32        | Etapa de 16        | Quartos-de-final   | Semifinais         | Repescagem 1       | Repescagem 2       | Final              | Final       |
| Atleta         | Evento           | Oposição Resultado      | Oposição Resultado | Oposição Resultado | Oposição Resultado | Oposição Resultado | Oposição Resultado | Oposição Resultado | Oposição Resultado | Pos.        |
| -------------- | ---------------- | ----------------------- | ------------------ | ------------------ | ------------------ | ------------------ | ------------------ | ------------------ | ------------------ | ----------- |
| Ajmal Faizzada | -66 kg Masculino | HUN Ungvári L 0000–0100 | Não avançou        | Não avançou        | Não avançou        | Não avançou        | Não avançou        | Não avançou        | Não avançou        | Não avançou |

### Taekwondo
| Atleta              | Evento           | Etapa de 16          | Quartos-de-final     | Semifinais         | Repescagem 1       | Repescagem 2        | Final              | Final             |
| Atleta              | Evento           | Oposição Resultado   | Oposição Resultado   | Oposição Resultado | Oposição Resultado | Oposição Resultado  | Oposição Resultado | Pos.              |
| ------------------- | ---------------- | -------------------- | -------------------- | ------------------ | ------------------ | ------------------- | ------------------ | ----------------- |
| Rohullah Nikpai     | -68 kg Masculino | POL Łoniewski W 12–5 | IRI Motamed L 4–5    | Não avançou        | CAF Boui W 14–2    | GBR Stamper W 5–3   | Não avançou        | Medalha de bronze |
| Nesar Ahmad Bahavee | -80 kg masculino | MAR Chernoubi W 4–3  | ARG Crismanich L 1–9 | Não avançou        | NZL Scott W 11–6   | ITA Sarmiento L 0–4 | Não avançou        | 5                 |